# Melampyrum italicum
Melampyrum italicum är en snyltrotsväxtart som beskrevs av Sóo. Melampyrum italicum ingår i släktet kovaller, och familjen snyltrotsväxter. Inga underarter finns listade i Catalogue of Life.